# Pip Hare
Pip Hare, nacida el 07 de febrero de 1974, es una navegante y regatista británica. Participa por primera vez en la regata Vendée Globe en la edición 2020/2021.

## Biografía
Pip Hare creció en la región inglesa de Anglia Oriental y comenzó a navegar a vela a los 16 años.

## Carrera
Además de regatista, es entrenadora de vela profesional y periodista en la revista británica Yachting World. En el año 2013 escribió y presentó una serie de vídeos en línea para Yachting World titulada Sail Faster Sail Safer (Navega más rápido, navega más seguro).
Comenzó a participar en regatas en solitario a la edad de 35 años, quince años después de iniciar su trayectoria como skipper profesional.

### Vendée Globe
En octubre del 2018 se hace cargo del antiguo IMOCA de Bernard Stamm, el Superbigou, para participar en la edición 2020/2021 de la regata Vendée Globe y rebautiza el barco con el nombre de Medallia. Su objetivo es batir el récord femenino de esta regata que actualmente es de 94 días, 4 horas y 25 minutos y que fue establecido por Ellen MacArthur en el año 2001.

## Palmarés
- 2015
  - 9.ª en Class40 en la Transat Jacques-Vabre del 2015 y 25ª en la clasificación general con la sudafricana Philippa Hutton-Squire
  - 15.ª en la Newport Bermuda Race

- 2019
  - 24.ª en clase IMOCA en la Transat Jacques-Vabre del 2019 con su compatriota Andrew Baker
  - 13.ª en la Fastnet Race con Ashley Harris